# 日本冶金工業
日本冶金工業株式会社（にっぽんやきんこうぎょう、英: Nippon Yakin Kogyo Co.,Ltd.）は、東京都中央区京橋一丁目に本社をおく、東京証券取引所プライム市場上場の国内大手ステンレスメーカー（鉄鋼メーカー）である。JPX日経中小型株指数の構成銘柄の一つ。

## 概要
NAS（ナス：Nippon-Yakin Austenite Stainless Steelの略称）ブランド（関連会社であった住宅設備メーカーのナスステンレス（現・ナスラック）でも有名）で知られる独立系のステンレス特殊鋼電気炉メーカー。ステンレス専業のトップメーカーで、東京証券取引所プライム市場に上場している。
1925年、消火器の製造販売などを行なう「中央理化工業株式会社」として設立。1928年には、火工品・火薬品（軍事兵器など）の製造販売などを行なうようになり「日本火工株式会社」と改称。翌年、ステンレス鋼を初出鋼し、1942年に社名を現在の「日本冶金工業株式会社」と改称した。「東洋のクルップ社（現・ティッセンクルップ）」とも称された。
また、川崎製造所のほかにニッケル製錬部門（大江山製造所）を有する。国内企業でフェロニッケルを製造しているのは同社以外では大平洋金属と、日向製錬所の2社のみである。なお企業グループとしては、森矗昶が創始した森コンツェルンの中核企業として発展、戦後は日本興業銀行（興銀、現・みずほ銀行＝みずほフィナンシャルグループ）をメインバンクとし、興銀から社長や代表権を持った副社長・専務を受け入れている。ニッケル超合金の分野においては、世界で3番目の生産量を供給している。

## 沿革
- 1925年（大正15年）- 消火器を製造する中央理化工業株式会社として設立。
- 1928年（昭和3年）- 火工品・火薬品（軍事兵器関連）も取り扱うため、商号を日本火工株式会社に変更。
- 1934年（昭和9年）- 川崎合金工場（現・川崎製造所）の建設開始。
- 1935年（昭和10年）- 川崎合金工場で高周波誘導炉を導入し「18-8ステンレス鋼」を出鋼（高周波誘導炉3基火入れ式）。
- 1936年（昭和11年）- 川崎合金工場が本格稼動。特殊鋼・トム合金・ステンレス鋼の工業生産・販売を開始。
- 1939年（昭和14年）
  - 小原国芳の要請により、玉川学園専門部（玉川塾）学生の実習受け入れを開始する。
  - 社章（双輪マーク）を制定。
- 1942年（昭和17年）
  - 商号を日本冶金工業株式会社に変更。
  - 興亜工業大学（現在の千葉工業大学）学生の実習受け入れを開始する。
  - 火工品・火薬品部門を昭和火薬株式会社（現・日本工機）へ譲渡。
- 1943年（昭和18年）- 大江山ニッケル鉱業株式会社（現・大江山製造所）を合併し、ニッケル鉱石の採掘・フェロニッケル製錬事業を継承。
- 1948年（昭和23年）- 東亜精機株式会社（現・ナストーア）を設立。
- 1949年（昭和24年）- 東京・大阪の両証券取引所に上場。
- 1950年（昭和25年）- 酸素製鋼法によるアーク炉でのステンレス鋼製造に成功。
- 1952年（昭和27年）
  - 日本火工（前述の昭和火薬が改称したもの）を吸収し、火工品・火薬品部門を設立。
  - 同部門がアメリカ軍特需砲弾類の製造を担当。
- 1953年（昭和28年）- 三信特殊線工業株式会社（現・日本精線）がグループ会社となる。
- 1954年（昭和29年）- 株式会社上野半兵衛商店（現・ナス物産）がグループ会社となる。
- 1955年（昭和30年）- ヘキソーゲン爆薬（RDX）の製造を開始。
- 1956年（昭和31年）- 金沢工場（現在は閉鎖）において、ステンレス鋼鋳造品の製造・販売を開始。
- 1958年（昭和33年）
  - 12.7ミリ機関銃弾の一貫生産を開始。
  - 火工品・火薬品部門を分離し、軍事関連事業から撤退（分離された火工火薬事業は昭和火薬工業（現・日本工機）として独立。
- 1959年（昭和34年）
  - 合金・炭素鋼の製造を中止、ステンレス鋼が中心となる。
  - 川崎合金工場を川崎製造所として拡張し、20段ゼンジミアミル（冷間圧延機）を設置。
- 1960年（昭和35年）
  - アトラス・スティール社と提携し、ヨーロッパ・アメリカにステンレス鋼板輸出。
  - 住宅設備部門の子会社としてナス・ステンレス製作所を設立。
- 1964年（昭和39年）- 計算センター（現・情報システム室）が発足。
- 1965年（昭和40年）- 川崎製造所に連続鋳造設備を設置。
- 1966年（昭和41年）
  - 川崎製造所が計量管理優良工場として通商産業大臣賞を受賞。
  - 川崎製造所にプラネタリーミル（熱間圧延機）を設置。
- 1968年（昭和43年）- 川崎製造所に60tアーク炉（電気炉）を設置。
- 1969年（昭和44年）- 川崎製造所が品質管理実施優良工場として通商産業大臣賞を受賞。
- 1970年（昭和45年）- 川崎製造所が優良職業訓練所として労働大臣賞を受賞。
- 1973年（昭和48年）- 株式会社三国鋼帯製造所（現・ナス鋼帯）がグループ会社となる。
- 1975年（昭和50年）
  - プラネタリーミル圧延技術をアトラス・スティールへ供与。
  - フェロニッケル製錬部門を分離し、新設の大江山ニッケル株式会社へ譲渡。
  - ナス・ステンレス製作所を、ナスステンレス株式会社に改組。
- 1977年（昭和52年）- 川崎製造所に60tAOD（アルゴン酸素炉外精錬設備）を設置。
- 1983年（昭和58年）
  - 外債を初めて発行。4000万スイスフラン（当時の日本円レート47億6000万円）。
  - 大江山ニッケルを合併し、大江山製造所とする。
- 1986年（昭和61年）- 日本冶金工業連合厚生年金基金（日本冶金ほか計16社で設立）を発足。
- 1988年（昭和63年）- 川崎製造所の冷間圧延設備新鋭化計画が完了。
- 1989年（平成元年）- 本社を三栄ビル（前・味の素本社ビル）へ移転。
- 1993年（平成5年）- 川崎製造所がPM優良事業場賞を受賞。
- 1994年（平成6年）‐ 大江山製造所と、金沢工場が、それぞれTPM優良賞を受賞。
- 1996年（平成8年）
  - 川崎製造所の冷間圧延製品がISO9002の認証を取得。
  - 川崎製造所にNCHミル（新熱間圧延機）を設置。
  - 世界で2機のみが稼動していたプラネタリーミル停止[注釈 1]。
- 1999年（平成11年）
  - 川崎製造所の冷間圧延製品がISO14001の認証を取得。
  - 金沢工場を閉鎖し、ステンレス鋼鋳造品の生産・販売より撤退。
  - 日本工機の株式を、日本油脂株式会社（現・日油）へ譲渡。
  - 川崎製鉄株式会社（現・JFEホールディングス）との素材相互購入を発表。
- 2000年（平成12年）
  - 大江山製造所におけるニッケル生産累計40万トンを達成。
  - 北海道・東北・北陸の各支店を、それぞれナス物産北海道営業所・同東北営業所・同北陸営業所へ統合。
  - 日経平均株価（日経225）を算出するための225銘柄の1つから除外。
- 2001年（平成13年）
  - 行川アイランド（遊園地）を閉園。
  - 冶金興産株式会社を吸収合併。
  - 大江山製造所のフェロニッケル製品がISO14001の認証を取得。
- 2002年（平成14年）- 川崎製鉄と包括提携で合意。
- 2003年（平成15年）
  - 経済産業省より産業活力再生特別措置法の認定を取得。
  - ナスステンレスの全株式を譲渡（後に東建ナスステンレスを経て、現・ナスラック）。
  - 川崎、大江山の両製造所を分社し、株式会社YAKIN川崎及び株式会社YAKIN大江山を設立。
  - 名古屋証券取引所及び大阪証券取引所について上場廃止を申請。
  - 日本精線の株式の一部を、大同特殊鋼株式会社へ譲渡。同社は持分法適用会社の対象外となる。
  - 本社川崎事務所を開設。
- 2005年（平成17年）- 日本冶金工業連合厚生年金基金を解散。
- 2008年（平成20年）- AVS（真空AOD設備）を設置。
- 2010年（平成22年）- YAKIN川崎、YAKIN大江山及びナスビジネスサービスを吸収合併。
- 2022年（令和4年）- ナスクリエートを吸収合併。

## 事業所所在地
- 本社：東京都中央区京橋1-5-8
- 本社川崎事務所：川崎市川崎区小島町4-2

- 支店
  - 大阪支店：大阪市中央区高麗橋4-1-1
  - 名古屋支店：名古屋市中区栄2-3-6
  - 九州支店：福岡市中央区天神1-15-6
  - 広島支店：広島市中区紙屋町2-1-22
  - 新潟支店：新潟市中央区東大通1-2-25

## 生産拠点

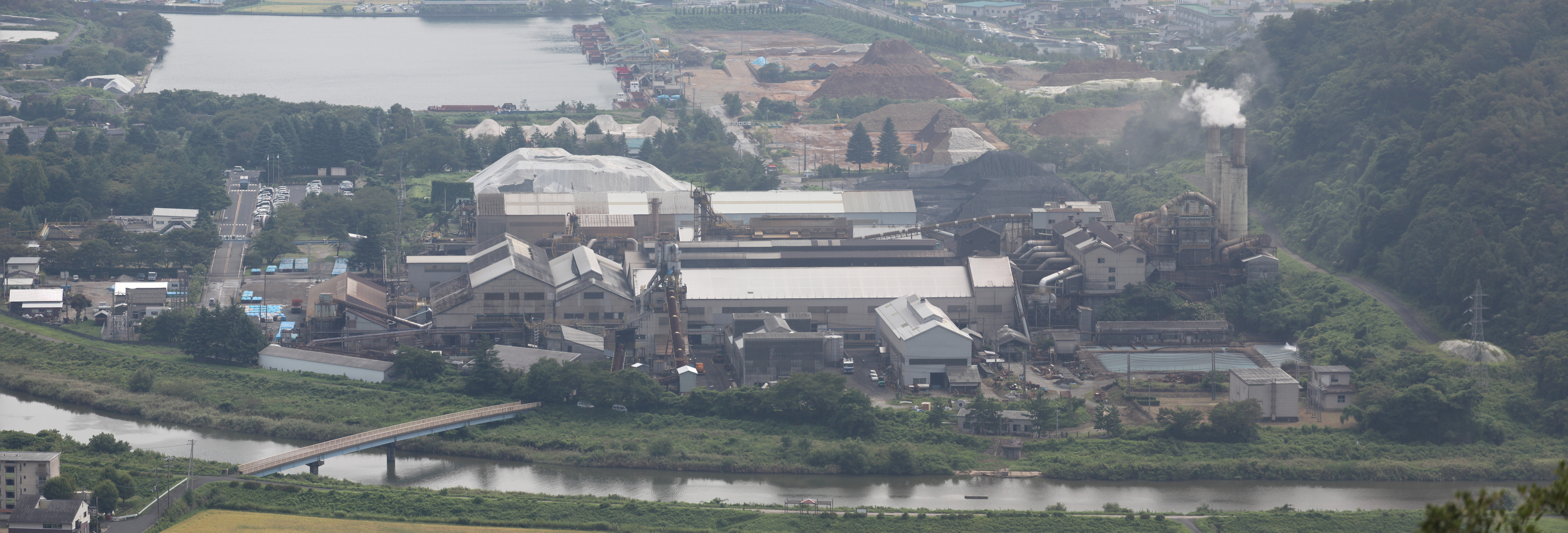
大江山製造所

原則として大山プロセスのフローシート

- 川崎製造所：川崎市川崎区小島町4-2
京浜工業地帯に位置し、日本を代表する大都市に隣接している生産工場である。東京都と神奈川県の間を流れる多摩川の最下流にあり、多摩川をはさんだ向かい側には羽田空港がある。1999年3月、環境マネジメントの国際規格ISO14001の認証を取得。
- 大江山製造所：京都府宮津市字須津413
日本三景の一つ「天橋立」を指呼の間に望み、伝説の山「大江山連峰」が背後にそびえるという、日本有数の景勝地に隣接している生産工場である。2001年11月、ISO14001の認証を取得。

## 主要製品

### 高機能材
- ディスプレイ分野
  - シャドーマスク、電子銃、メタルマスク
- 電子機器分野
  - 電子部品装置、電話部品、時計部品、ばね、変圧器（トランスコア）、精密機材、電極
- 環境分野
  - 排煙脱硫装置用、燃料電池用、耐中性子線
- E大山で使用されているロータリーキルンに沿った溶鋼の化学組成と温度の変化海洋鋼構造分野
  - 海洋鋼構造オーバーレイ
- 自動車分野
  - エンジンガスケット用材
- 製造・処理プラント分野

E大山で使用されているロータリーキルンに沿った溶鋼の化学組成と温度の変化

  - 食品製造加工プラント、薬品製造、食塩製造プラント、ポリカーボネート、苛性ソーダ製造、海水淡水化、各種ワイヤブラシ
- 高温環境分野
  - シーズヒーター、熱処理炉
- その他分野
  - 複合樹脂（コンポジット）用成形加工品、LNGタンカー用メンブレン、望遠鏡用低熱膨張材

### 加工品
- 建築外装分野
  - ナスコート
- 建築内装分野
  - ナスファインコート、ナスコートクリーン、ナス・チェッカープレート、ナス・ポルカプレート
- キッチン・家電分野
  - ナスコートクリーン、ナス・GSクリア
- 特殊環境対応分野
  - NASメタルハニカム

### ステンレス鋼種
- 304系
  - 高強度、切削性、成形性、耐候性、耐粒界腐食、耐応力腐食割れ、耐酸化、非磁性、中性子吸収
- 316系
  - 耐粒界腐食、高強度、耐孔食性、耐酸性

## 経営
- 現経営陣
  - 代表取締役社長：久保田尚志（くぼた・ひさし、1955年生まれ、早稲田大学政治経済学部卒業）
- 歴代社長（直近40年）
  - 石黒嘉人（興銀出身、1923年生まれ、東京大学経済学部卒業、1979年 - 1992年 = 代表取締役社長、2005年没）
  - 淡河範行（興銀出身、1933年生まれ、東京大学法学部卒業、1992年 - 1997年 = 代表取締役社長）
  - 檜垣悟郎（興銀出身、1937年生まれ、慶應義塾大学経済学部卒業、1997年 - 2001年 = 代表取締役社長）
  - 佐治雍一（1939年生まれ、中央大学経済学部卒業、2001年 - 2008年 = 代表取締役社長）
  - 杉森一太（1948年生まれ、東北大学工学部卒業、2008年 - 2012年 = 代表取締役社長）
  - 木村始（旧興銀出身、1951年生まれ、京都大学経済学部卒業、2012年 - 2019年 = 代表取締役社長）

## 諸問題

### 強制労働損害賠償
1917年、京都府大江山に鉱床が発見され、1933年から太平洋戦争末期にかけて兵器に不可欠なニッケルを確保するため大江山から採鉱。日本海に面した岩滝町の製錬場まで専用鉄道（加悦鉄道）で輸送し、製錬した。この大江山ニッケル鉱山では、当時の日本の植民地だった台湾・朝鮮から多くの人が徴用されたほか、イギリス人、カナダ人、オーストラリア人、アメリカ人などの連合軍捕虜も強制労働に従事させられた。
これに関連し、太平洋戦争中、中国大陸から京都・大江山ニッケル鉱山（現・大江山製造所：一時期は株式会社YAKIN大江山として分社化）へ暴力的・強制的に連行（強制連行）され、非人道的で過酷な奴隷的労働を強要（強制労働）されたとして、1998年8月、中国人原告6人が日本冶金工業および国を被告として、1人あたり約2200万円の損害賠償の支払いと謝罪広告を求めて京都地方裁判所に提訴した。
京都地裁（楠本新・裁判長）の判決は、2003年1月に出され、日本冶金・国による非道な強制連行・強制労働の事実、日本冶金の安全配慮義務違反と不当利得返還義務などを認定した上、大日本帝国憲法下においては国家の権力作用に対して損害賠償請求を認める法制度がなかったという「国家無答責の法理」を否定したものの、20年の「時効・除斥」期間経過を理由に、原告の請求を退けた。原告側は、大阪高等裁判所に控訴。この第一審の過程では、裁判所は複数回にわたり日本冶金・国に対して和解勧告を行なってきたが、両者はこれを拒否し続けた。
大阪高裁における控訴審では、日本冶金は裁判所の和解勧告を受け入れ、原告1人あたり約350万円（計約2100万円）を支払うことで2004年9月、一部和解が成立した。
なお、国は和解を拒否したためその後も審理は続けられ、2006年9月、大阪高裁（田中壮太・裁判長）は「時効・除斥」「国家無答責」を理由に原告敗訴の判決を言い渡した。原告側は、最高裁判所に上告。続く上告審では、2007年5月、最高裁（田原睦夫・裁判長）は国への損害賠償請求を完全に退ける決定をした。

### 法令違反
冷間圧延ステンレス鋼板、及び鋼帯（磨帯鋼を除く）について、当社のほか新日本製鐵と住友金属工業（この2社は後に、ステンレス事業を新日鐵住金ステンレスとして統合）、ならびにJFEスチール・日新製鋼・日本金属工業の計6社が、かねてより各社の営業担当部長級の者による会合・営業担当課長級の者による会合などを開催し、販売価格等について情報交換を行ってきた。ちなみに、日本における冷間圧延ステンレス鋼板、及び鋼帯の販売数量のほとんどは、これら6社で占められている。
これについて6社は共同して、冷間圧延ステンレス鋼板の「店売り取引」「ひも付き取引」での販売価格の引き上げを決定することにより、公共の利益に反して、日本国内の同鋼板の販売分野における競争を実質的に制限していたとして、私的独占の禁止及び公正取引の確保に関する法律（独占禁止法）第2条第6項に規定する「不当な取引制限」に該当し、同法第3条の規定に違反するものだとされ、2003年12月に公正取引委員会より勧告を受けた。同勧告につき日本冶金は勧告応諾書を提出し、2005年3月、11億759万円の課徴金納付命令を受けた。

### 鋼材の試験データ捏造
2008年6月、当社の連結子会社であるナストーアが製造・販売しているステンレス溶接鋼管について、JIS（日本工業規格）の定めた品質管理試験の結果を捏造して出荷していたことが発覚した。ナストーアが内部調査を実施したところ、茅ヶ崎製造所において、同規格に定められた耐圧試験等が相当数実施されていなかったことが判明したという。
ナストーアの発表によると、現場管理者である茅ヶ崎製造所の所長は耐圧試験の必要性を認識していたが、溶接方法の信頼性や自社の製造技術に対する過信、過去に同試験に起因する問題が発生しなかった、試験実施に伴う生産量減少が危惧された、などを理由に現場作業者に対して同試験実施についての具体的指示を行なわなかった、としている。
これに関して、経済産業省から「品質管理より生産量優先の姿勢は問題。技術への過信もみられ、認識が甘い」と指摘された。また、ナストーアに対してJISの臨時認証維持検査を行なった結果、鋼材の検査データの捏造が確認されたため、同社のJIS認証の取り消しが決定した。

### 行川アイランド
かつて、千葉県勝浦市に存在した動・植物園を中心としたレジャー施設である。当初は個人経営だったが、のちに当社が経営権を取得し、子会社である冶金興産（現在は解散）が管理、株式会社行川アイランドが運営していた。
1963年に開園。1976年に一度は破綻して会社更生法を申請し、これ以後は日本冶金が引き取るが、一度として黒字になったことはなかった。フラミンゴショーやクジャクの飛行ショーで有名だったが、1983年に東京ディズニーランドが千葉県浦安市にオープンすると経営はますます悪化、衰退は決定的となり、ついに2001年8月に入場者数減少で閉園となった。1970年度の入場者は117万人、2000年度は19万人。また、閉園に際しては、運営主体の冶金興産に対して、「行川アイランドを存続させる会」から1万5000名もの署名が提出された。
『日経ビジネス』2001年7月の号（敗軍の将、兵を語る）によると、行川アイランド「最後の園長」である当時の冶金興産取締役・池田正己は、閉園に追い込まれたことについて「遊園地の運営を民間企業（鉄鋼メーカー）が行なうなんて無理がある。私は、日本冶金工業で本業の金属部門を歩いてきた。レジャー施設とは、縁もゆかりもない。モノづくりではない、本業とは全く関係ない事業は本当に難しかった」と述べている。

### 経営危機
日産自動車による大幅な値下げ要求などに端を発した未曾有の鉄鋼不況（いわゆる「ゴーン・ショック」）などにより、当社も経営危機に陥った。
これに関連し、2003年、当社は経済産業省に事業再構築計画を提出。同省が産業活力再生特別措置法第3条第1項の規定に基づき審査した結果、同法に定める認定要件を満たすと認められたため、3月11日、事業再構築計画の認定を行った。これにより、当社は、川崎製造所・大江山製造所をそれぞれ株式会社YAKIN川崎・株式会社YAKIN大江山として分社化（新設分割）し、高機能材・高付加価値材への大幅シフトに重点をおいた生産・販売体制へ移行し、経営再建を図ることとなった。その後は、みずほコーポレート銀行（現：みずほ銀行）や日本政策投資銀行による金融支援等もあり、計画を上回るペースで事業の再構築は進展、ステンレス特殊鋼メーカーとしての確固とした地位を築くに至った。
ちなみに、この事業再構築のスキームづくりには、企業再生のスペシャリストとして知られる高木新二郎・獨協大学法学部教授（当時）が携わった。
2010年、原料から製品までを一貫生産する体制の再整備と経営の効率化および適切なガバナンス構築が必要として、YAKIN川崎及びYAKIN大江山を吸収合併した。同時に、業務改革とシステム開発の迅速化のためとして、ナスビジネスサービスを吸収合併した。

## 技術契約

### 技術受入契約
- エーデル・スタールウェルクウィッテンA.G.（ドイツ）- 1964年より。真空取鍋脱ガス装置による合金鋼の脱炭、並びに精錬に関する技術の提供。
- 巴工業 - 1982年より。アルゴン酸素脱炭装置による合金鋼の脱炭、並びに精錬に関する改良技術の交換。
- 大同特殊鋼 - 2006年より。VCR（真空精錬装置）に関する特許権実施許諾。

### その他技術関係
- JFEスチール - 2002年より。ステンレス素材のバーター販売をはじめとする多面的相互協力。

## その他

### ニッケル鉱石専用船
2007年9月、当社の新しいニッケル鉱石専用船が完成し、「タンゴ・クイーン号(M.V. TANGO QUEEN)」と命名された。タンゴ・クイーン号は、積載重量5万5649トン型バラ積運搬船、船主・太平洋汽船株式会社（日本冶金は同社の大株主）、船籍・パナマ、建造・株式会社大島造船所（長崎県西彼杵郡大島町）で、ニューカレドニアやインドネシア等から、大江山製造所（当時は株式会社YAKIN大江山）のある京都府宮津市（宮津港）へニッケル鉱石や石炭を輸送する定期船として、日本冶金のために用船する形態となっている。
また、このタンゴ・クイーン号という名称は、YAKIN大江山の所在する丹後地方にちなんだ船名で、地元小中学生を対象とした一般公募（応募総数1300件超）によって決定した。

### 川崎・富士見公園の歯車
神奈川県川崎市川崎区富士見の富士見公園（川崎競馬場や川崎競輪場、川崎球場に隣接）の敷地内に、日本冶金工業川崎製造所（一時期、株式会社YAKIN川崎として分社化）において1966年から1996年まで稼動していたプラネタリーミル（熱間圧延機）フィードロール減速機用歯車が展示されている。圧延機の入り口で鋼板を一定量送り込むための減速を行なうのに使われたこの歯車により、厚さ150ミリのステンレス鋼板を1度の圧延で最大2,3ミリに圧延が可能となったことで、ステンレス鋼の一貫生産体制が確立し、生産性が飛躍的に向上した。世界に16基しかないといわれているうちの1基で、同方式としては世界最大である。
ちなみに、大径のバックアップロールの周りに、圧延を行なう小径のワークロールを多数配置した圧延機であるため、ワークロールが惑星（プラネット）のように見えるというのが「プラネタリー」の所以。また、フィードロールとは、鋼板を圧延機の入り口で保持し、一定量ずつ送り込む役割を果たす部分で、その減速用に使われたのがこの歯車である。川崎の産業を支えてきたシンボルとして2003年9月に展示されることになり、YAKIN川崎（当時）より寄贈された。

### ジョン・チップマン賞の受賞
2002年3月、当社は介在物を制御した高清浄度鋼製造技術により、アメリカ合衆国鉄鋼協会（Iron and Steel Society）から「ジョン・チップマン賞（John Chipman）」を受賞した。この賞は、鉄鋼技術に貢献し、学術的・工業的に優れた技術開発に対して贈られる賞で、特殊鋼メーカーの研究者としては世界で初めての受賞となった。

### 東京都JR市ケ谷駅付近・大阪市西区西本町の広告塔

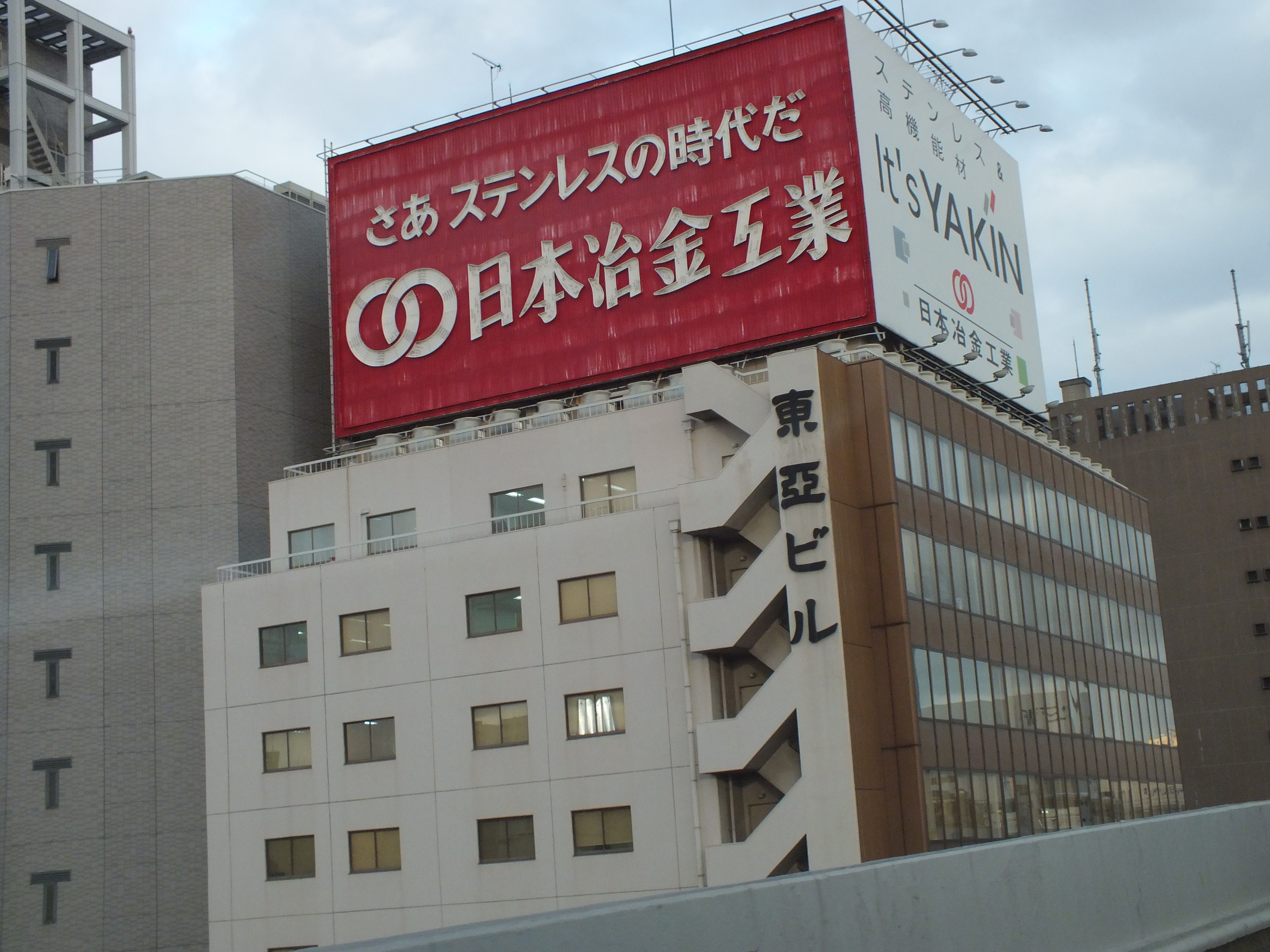
「さあ ステンレスの時代だ」

東京都のJR東日本中央・総武線（各駅停車）「市ケ谷駅」付近に日本冶金工業の巨大な広告塔がある（なお、本社の所在地は広告塔のある市ヶ谷ではなく中央区京橋）。1989年に同所に設置された広告塔は、ネオンサイン仕立てで「さあ!ステンレスの時代だ!」をキャッチフレーズにしていた（当時関連会社だった「ナスステンレス」の広告も、あわせて掲示されていた）が、2007年これを18年振りにリニューアル。新しいキャッチコピーは「ステンレス&高機能材 It's YAKIN」とした。
同様の広告塔はかつて大阪市西区南本町にも存在し、阪神高速1号環状線から見ることができた（写真参照）。2015年に撤去されている。

### その他
日本冶金工業と類似した社名を冠している企業として、以下の各社が存在する。
- 日本冶金化学工業株式会社
- 日立粉末冶金株式会社

## 関連企業（NASグループ）

### 連結対象子会社
- ナストーア株式会社（本社：東京都中央区、資本金：1億円、事業：ステンレス鋼および高機能材の溶接鋼管の製造・販売）
- ナス鋼帯株式会社（本社：大阪市中央区、資本金：6億8200万円、事業：ステンレス磨帯鋼の製造・販売）
- ナス物産株式会社（本社：東京都中央区、資本金：7億8500万円、事業：ステンレス鋼・特殊鋼・その加工品の販売・加工）
- クリーンメタル株式会社（本社：千葉県八千代市、資本金：2億円、事業：ステンレス鋼・特殊鋼・その加工品の販売・加工）
- ナスエンジニアリング株式会社（本社：東京都中央区、資本金：1億200万円、事業：設備設置工事、他エンジニアリング）
- ナステック株式会社（本社：神奈川県川崎市川崎区、資本金：1億円、事業：特殊鋼、ステンレス鋼の製造・加工に係わる作業委託）
- 宮津海陸運輸株式会社（2011年4月1日 宮津港運株式会社がカヤ興産株式会社を吸収合併し商号変更。本社：京都府宮津市、資本金：3200万円、事業：運送業、通関業、建設業、細骨材販売）
- NAS TOA THAILAND CO.,LTD（本社：タイ国、資本金：2億2000万バーツ、事業：ステンレス鋼管・その加工品の製造・販売）